# Michel del Castillo

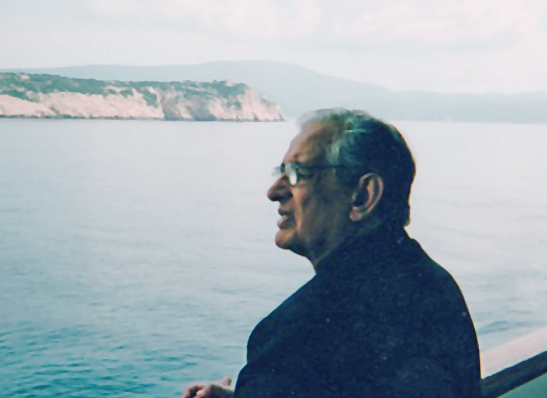
Michel del Castillo, 2005

Michel del Castillo (geboren am 2. August 1933 in Madrid; gestorben am 17. Dezember 2024 in Sens) war ein französischer Schriftsteller spanischer Herkunft.

## Leben
Del Castillo wurde als Sohn einer spanischen Mutter und eines französischen Vaters in Madrid geboren. 1938 musste er mit seiner Mutter vor den Franco-Truppen im Spanischen Bürgerkrieg nach Südfrankreich fliehen. Vier Jahre lang waren beide im Camp de Rieucros einem Lager für politische Flüchtlinge interniert. Als die deutsche Armee 1942 auch die freie Zone im Vichy-Regime Frankreichs besetzte, wurde er von seiner Mutter getrennt und in das deutsche KZ Mauthausen verschleppt. Nach dem Sieg der Alliierten kehrte er über Frankreich nach Spanien zurück. Man gab ihn in eine Besserungsanstalt, die an Grausamkeit alles übertraf, was er vordem erlebt hatte; dann in ein Internat, wo er in einem hochgebildeten Jesuitenpater einen verständnisvollen Freund fand. 1953 ging er nach Paris und begann, neben seinen Studien an der Sorbonne, Romane zu schreiben. Die in den Waisenhäusern erlebten körperlichen und psychischen Torturen bilden den autobiografischen Hintergrund seines ersten, weithin erfolgreichen Romans Tanguy (1957; deutsch 1958 als Elegie der Nacht). Für diesen erhielt er 1960 den Deutschen Jugendliteraturpreis in der Kategorie Sonderpreis.

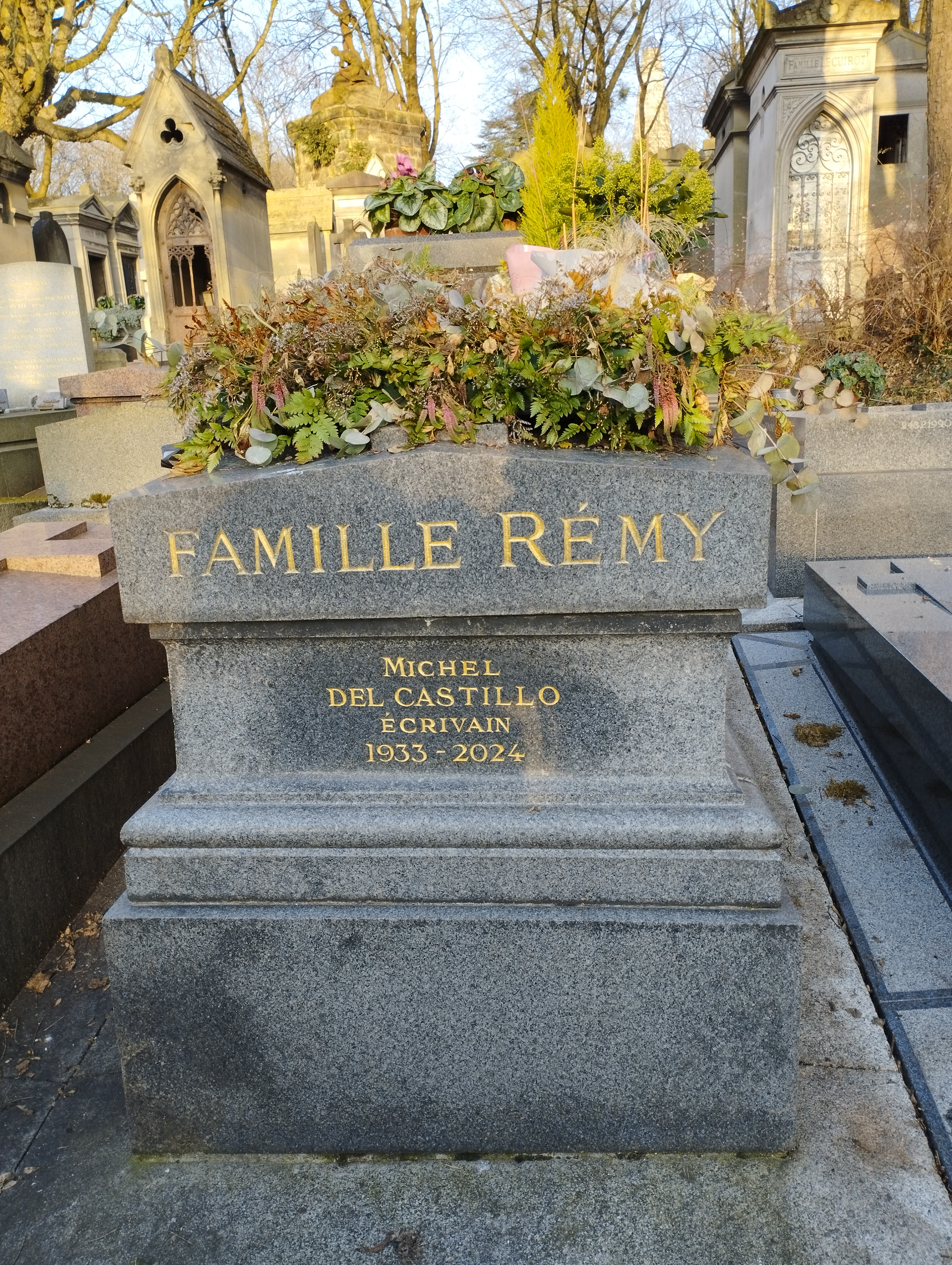
Grab von Michel del Castillo

Del Castillo starb am 17. Dezember 2024 im Alter von 91 Jahren in Sens.

## Auszeichnungen (Auswahl)

### Ehrungen
- 1991: Kommandeur des Ordre des Arts et des Lettres[7]

### Preise
- 1973 – Prix des Libraires für Le Vent de la nuit
- 1973 – Prix des Deux Magots für Le Vent de la nuit
- 1981 – Prix Renaudot für La Nuit du décret
- 1999 – Prix Femina essai für Colette, une certaine France
- 2006 – Prix Méditerranée für Dictionnaire amoureux de L’Espagne

## Werke(deutschsprachige Auswahl)
- Elegie der Nacht. Dokumentarischer Roman. (auch m.d.UT: Eine Jugend in Straflagern), Hoffmann u. Campe, Hamburg 1958
  - überarb. NA u.d.T.: Tanguy. Elegie der Nacht. Roman, Arche, Zürich und Hamburg 1996
- Die Gitarre. Erzählung, Hoffmann u. Campe, Hamburg 1960
- Der Plakatkleber. Roman, Hoffmann u. Campe, Hamburg 1961
- Manège Espagnol. Roman, Hoffmann u. Campe, Hamburg 1962
- Tara. Roman, Hoffmann u. Campe, Hamburg 1964
- Des Satans Engel. Roman, Hoffmann u. Campe, Hamburg 1967
- Der Tod der Gabrielle Russier. Geschichte einer verfemten Liebe, Hoffmann u. Campe, Hamburg 1971
- Die Nacht der Entscheidung. Roman, Heyne, München 1984
- Strasse der Erinnerung. Roman, Arche, Zürich und Hamburg 1995

## Filmografie
- 1986: Douce France – Regie: François Chardeaux